# Nynäshamnspartiet
Nynäshamnspartiet (nhp) var ett lokalt politiskt parti som ställde upp i kommunalvalet i Nynäshamns kommun. Partiet uppstod som en lokal utbrytning ur Ny demokrati. Då Ny demokrati startade 1991 bildades också en lokalavdelning i Nynäshamn, som lyckades ta plats i kommunfullmäktige vid valet samma år. Även efter valet 1994 lyckades partiet ta sig in i fullmäktige.
Då Ny demokrati på riksnivå började falla sönder av interna motsättningar makerade lokalavdelningen i Nynäshamn en viss självständighet genom att kalla sig "Nynäshamspartiet - Ny Demokrati". I och med att Ny demokrati i praktiken upplöstes blev lokalavdelningen så småningom ett självständigt lokalparti med namnet Nynäshamnspartiet. Vid valet 1998 åkte partiet ur kommunfullmäktige. Ett comebackförsök 2002 misslyckades också, och idag har partiet inte längre någon verksamhet.